# فینال جام حذفی فوتبال انگلستان ۱۸۷۲
فینال جام حذفی فوتبال انگلستان ۱۸۷۲ رقابت پایانی جام حذفی فوتبال انگلستان در سال ۱۸۷۲ میلادی است که مابین دو تیم باشگاه فوتبال واندررز و باشگاه فوتبال رویال انجینیرز در ورزشگاه اووال لندن برگزار شده‌است.
این مسابقه که در تاریخ ۱۶ مارس ۱۸۷۲ انجام شده‌است با نتیجه ۱ بر ۰ به سود تیم باشگاه فوتبال واندررز به پایان رسید.